# Château de Bourdeilles
Le château de Bourdeilles est situé sur la commune française de Bourdeilles dans le département de la Dordogne. Il s'agit d'un ensemble formé de deux châteaux : l'un est une forteresse médiévale du XIIIe siècle construite par Géraud de Maulmont sur des fondations plus anciennes ; l'autre est un palais Renaissance du XVIe siècle. L'ensemble du site est classé au titre des monuments historiques en 1919.

## Localisation
Le château est bâti sur un long rocher, sur la rive gauche de la Dronne, sur la commune de Bourdeilles, dans le département français de la Dordogne. Il surveillait le vieux pont médiéval à becs ainsi qu'un vieux moulin.

## Historique

### Origine
Le château de Bourdeilles est mentionné pour la première fois en 1183. Sans doute propriété de la famille de Bourdeilles, il est alors dans la mouvance de l'abbaye de Brantôme, ce qui fut confirmé par un arrêt de 1279. Il contrôlait alors l'un des itinéraires de Périgueux à Angoulême au point de franchissement de la Dronne. Un bourg s'est formé au pied du château entre le pont et l'église.

### Une forteresse médiévale auxXIIIeetXIVesiècles

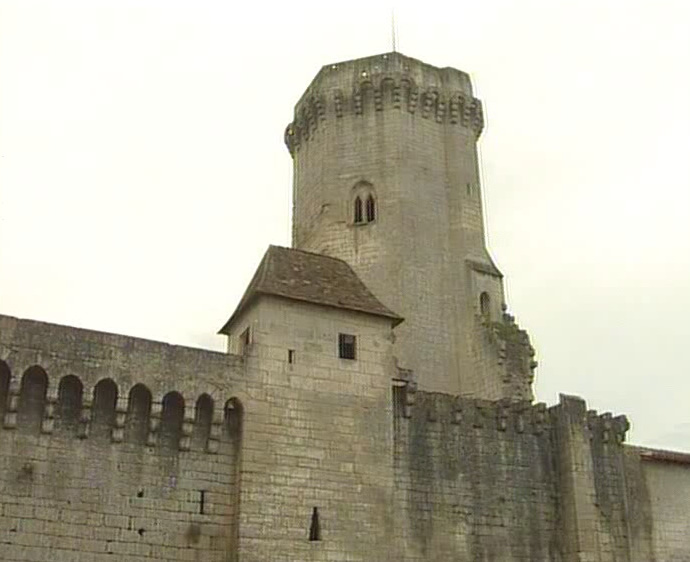
Le donjon.

La plus ancienne description que l'on a du château est le procès-verbal dressé, le 13 août 1400, à l'occasion de la remise de la châtellenie au nouveau comte de Périgord, Louis d'Orléans. Il confirme la présence de deux châteaux : celui des comtes et celui de la baronnie, déjà en ruine à cette époque. Ce dernier se situait à l'angle nord-est de l'enceinte actuelle, soit près de l'emplacement du palais Renaissance.

## Description
L'ensemble est composé d'un château médiéval, avec dressé en proue, sur la terrasse, un donjon du XIVe siècle, au pied duquel s'allongent les logis, et un château Renaissance. Le village s'est blotti en retrait, dans un creux, derrière cet ensemble.

### Le château médiéval
Le château des comtes occupe toute la terrasse ouest. Il se compose d'un logis seigneurial avec un donjon octogonal, précédé d'une cour entourée de hautes murailles fortifiées.
Géraud de Maulmont a entrepris la construction du donjon à partir de 1283, selon un modèle similaire à celui qui avait été retenu à Châlus pour un autre de ses châteaux, Châlus Maulmont. Sa construction aurait commencé vers 1280 et se serait achevée au siècle suivant. Il est haut de 35 mètres, avec des murs épais de 2,50 mètres, et surmonté d'une terrasse panoramique d'où l'on a une vue imprenable sur Bourdeilles.

### Le palais Renaissance

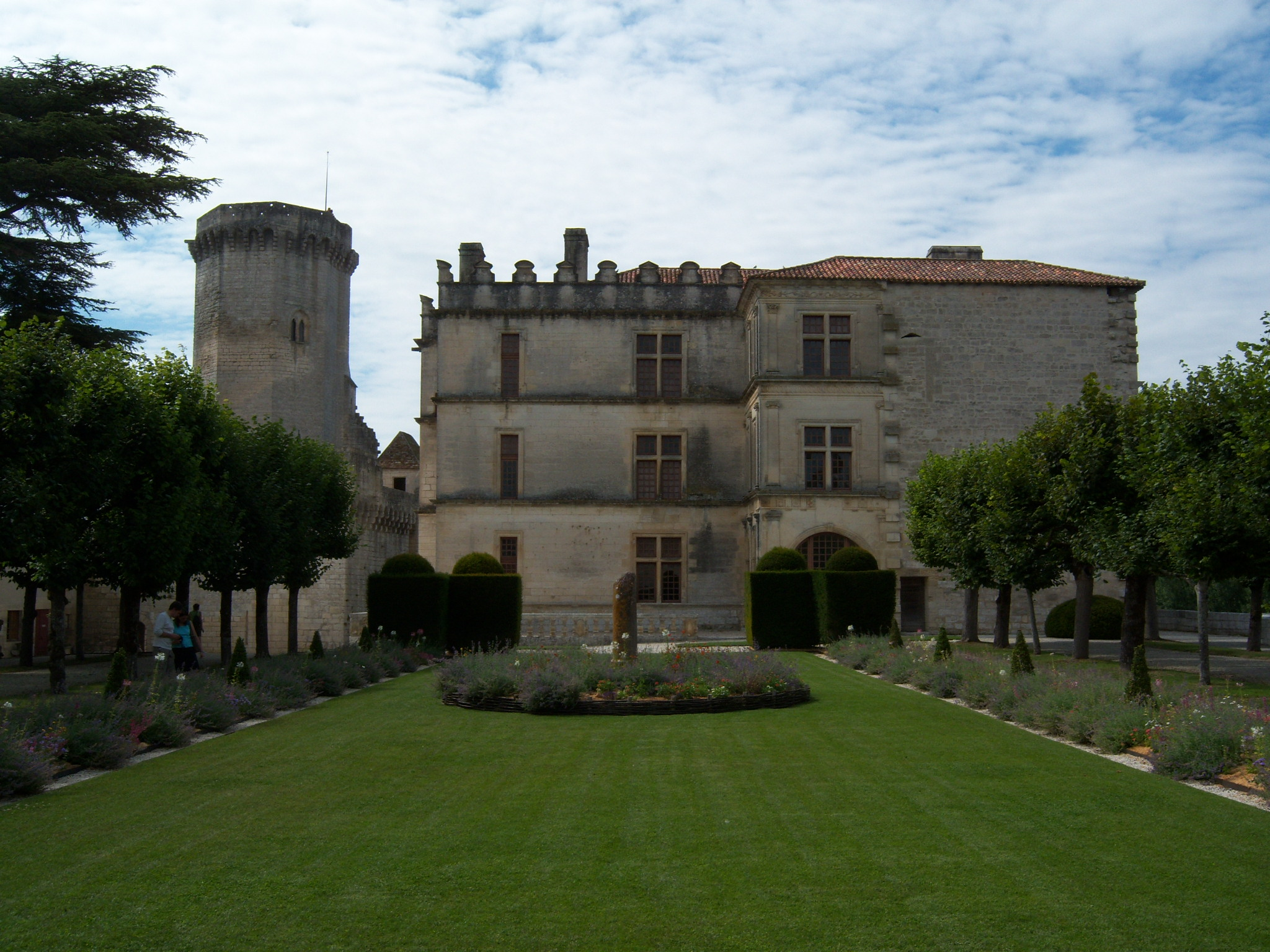
Le palais Renaissance.

La construction d'un palais près de l'ancien château est dirigée par Jacquette de Montbron de 1588 à sa mort en 1598,. Son style s'inspire des normes architecturales italiennes que Jacquette de Montbron avait découvertes dans les livres de Sebastiano Serlio. Les influences italiennes y sont plus fortes qu'au château de Matha, autre château appartenant à la famille Montbron, notamment car Jacquette de Montbron bénéficie de son passage à la cour au service de Catherine de Médicis.[pas clair]

## Protection
Le château médiéval, le palais Renaissance, les remparts et la porte d'entrée sont classés au titre des monuments historiques depuis le 25 février 1919.

## Tourisme
En 2018, le château a accueilli près de 33 000 visiteurs.
| Année | Entrées gratuites |
| ----- | ----------------- |
| 2001  | 25 508            |
| 2002  | 30 343            |
| 2003  | 26 865            |
| 2004  | 25 325            |
| 2005  | 25 291            |
| 2006  | 25 000            |
| 2007  | 24 192            |
| 2008  | 22 500            |
| 2009  | 23 000            |
| 2010  | 22 732            |
| 2011  | 24 044            |
| 2012  | 25 047            |
| 2013  | 27 661            |
| 2014  | 27 961            |
| 2017  | 27 832            |
| 2018  | 32 644            |

En 2022, le château a attiré 32 000 visiteurs.

## Annexes

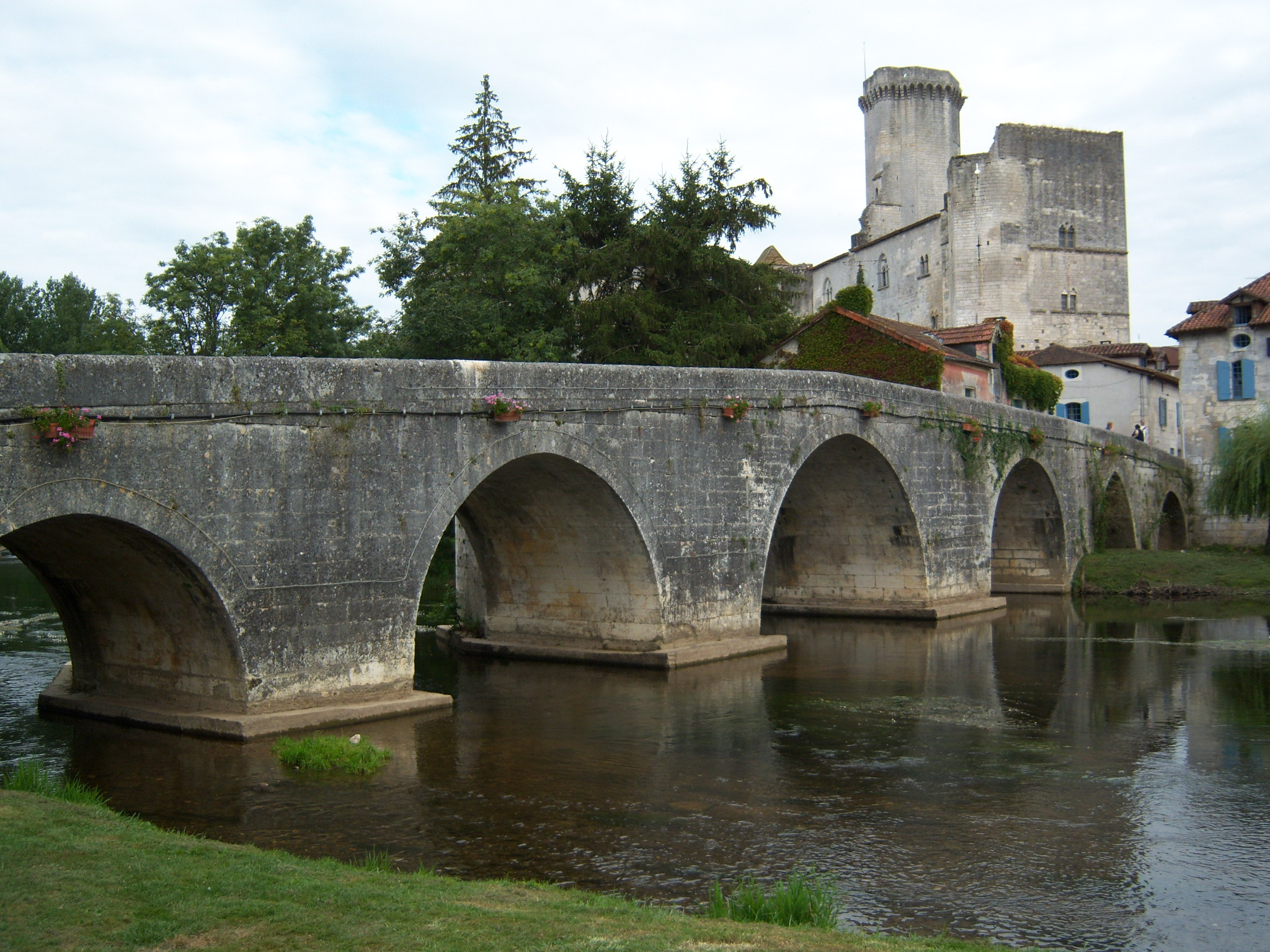
Le pont de Bourdeilles.